# Отдушина
«Отдушина» (англ. Vent) — будущий психологический триллер Флориана Хенкеля фон Доннерсмарка. Главную роль исполнит Адам Драйвер. Автором сценария стал Стивен Карчински.

## Сюжет
Молодой человек, страдающий агорафобией, считает, что жертва похищения передаёт ему сообщения через вентиляционное отверстие в многоквартирном доме.

## В ролях
- Адам Драйвер

## Производство
О начале работы над фильмом стало известно в апреле 2022 года. Режиссёром стал Флориан Хенкель фон Доннерсмарк. Производством фильма занимается компания Alcon Entertainment. Автором сценария стал Стивен Карчински.